# Franz Anton von Balling

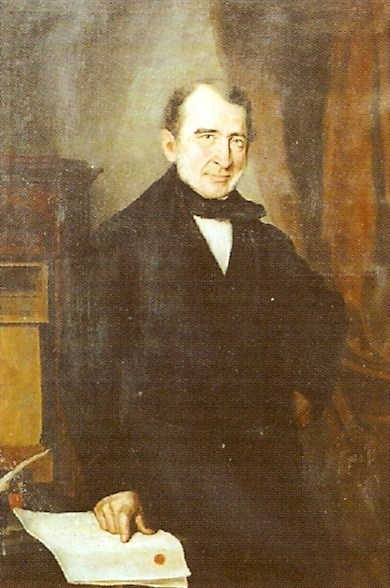
Franz Anton von Balling

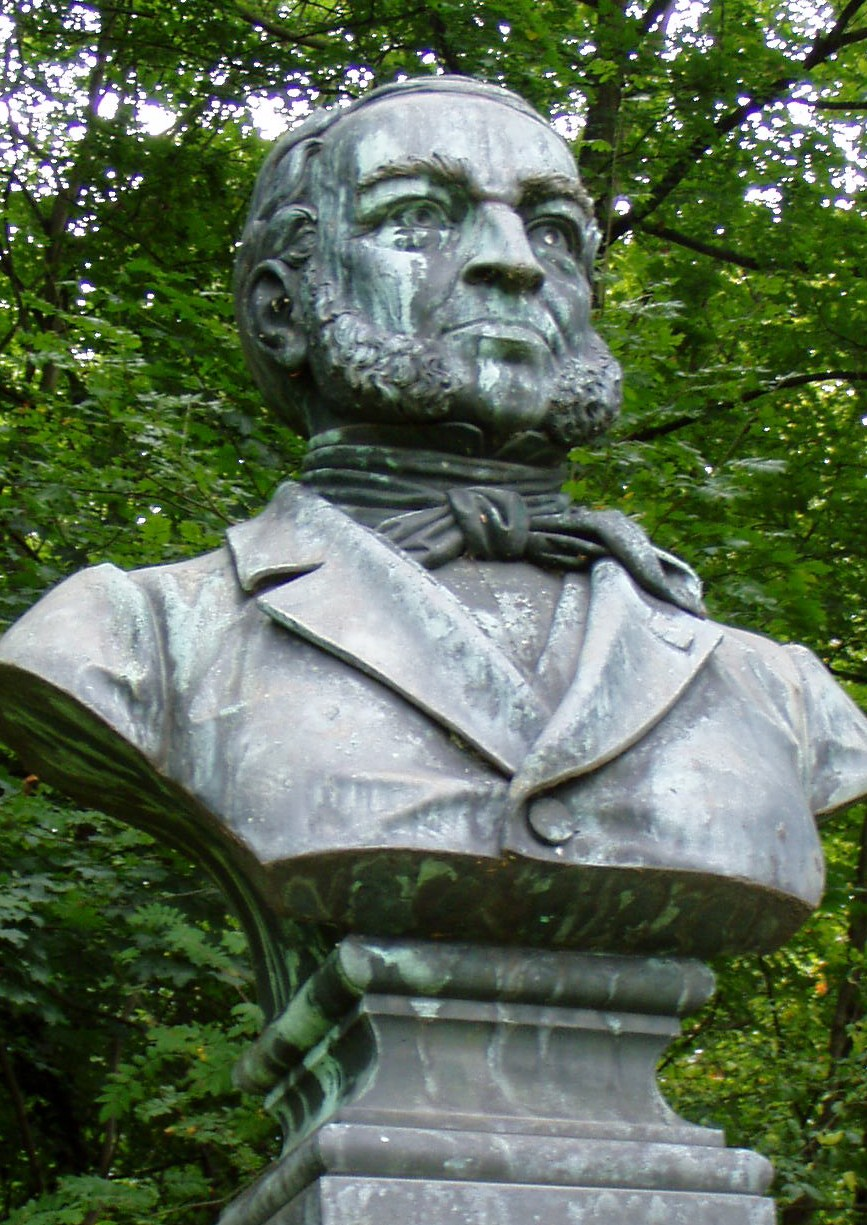
Franz Anton von Balling
(Ort: „Ballinghain“, Bad Kissingen)

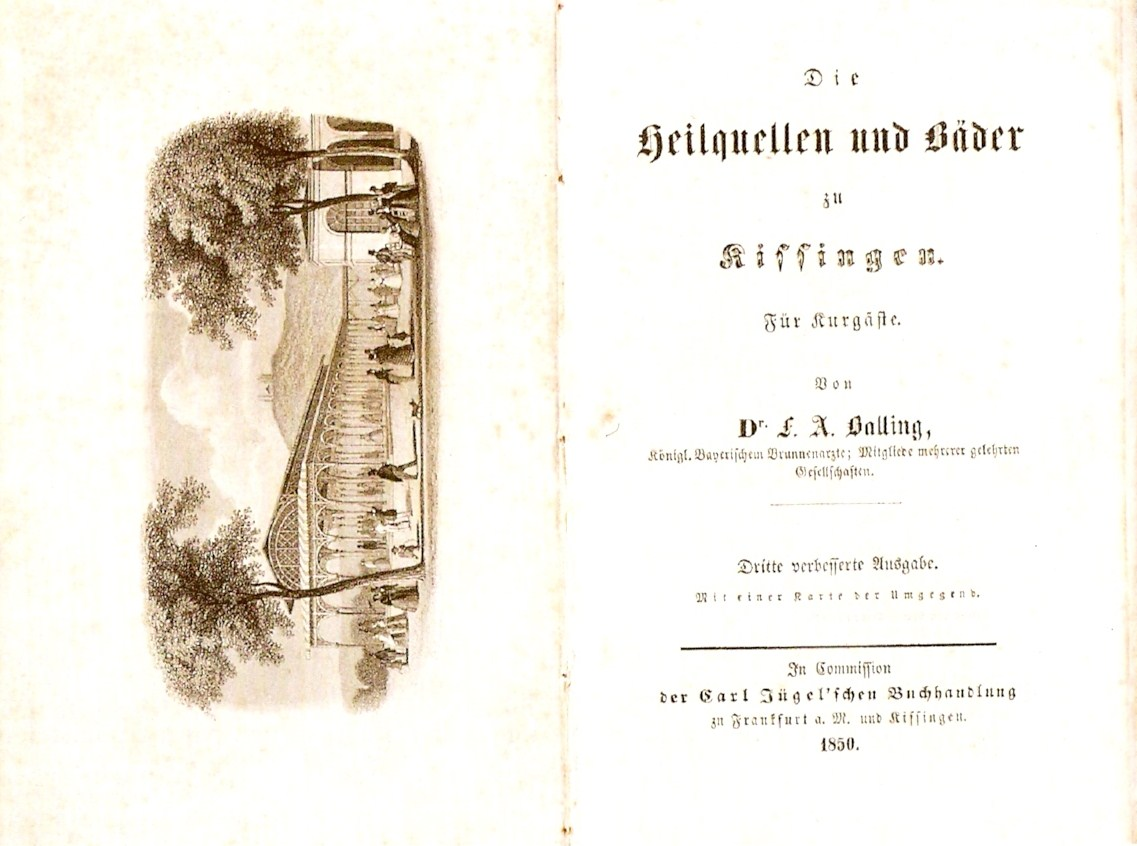
Titel und Frontispiz
des Balling'schen Erfolgsbuches

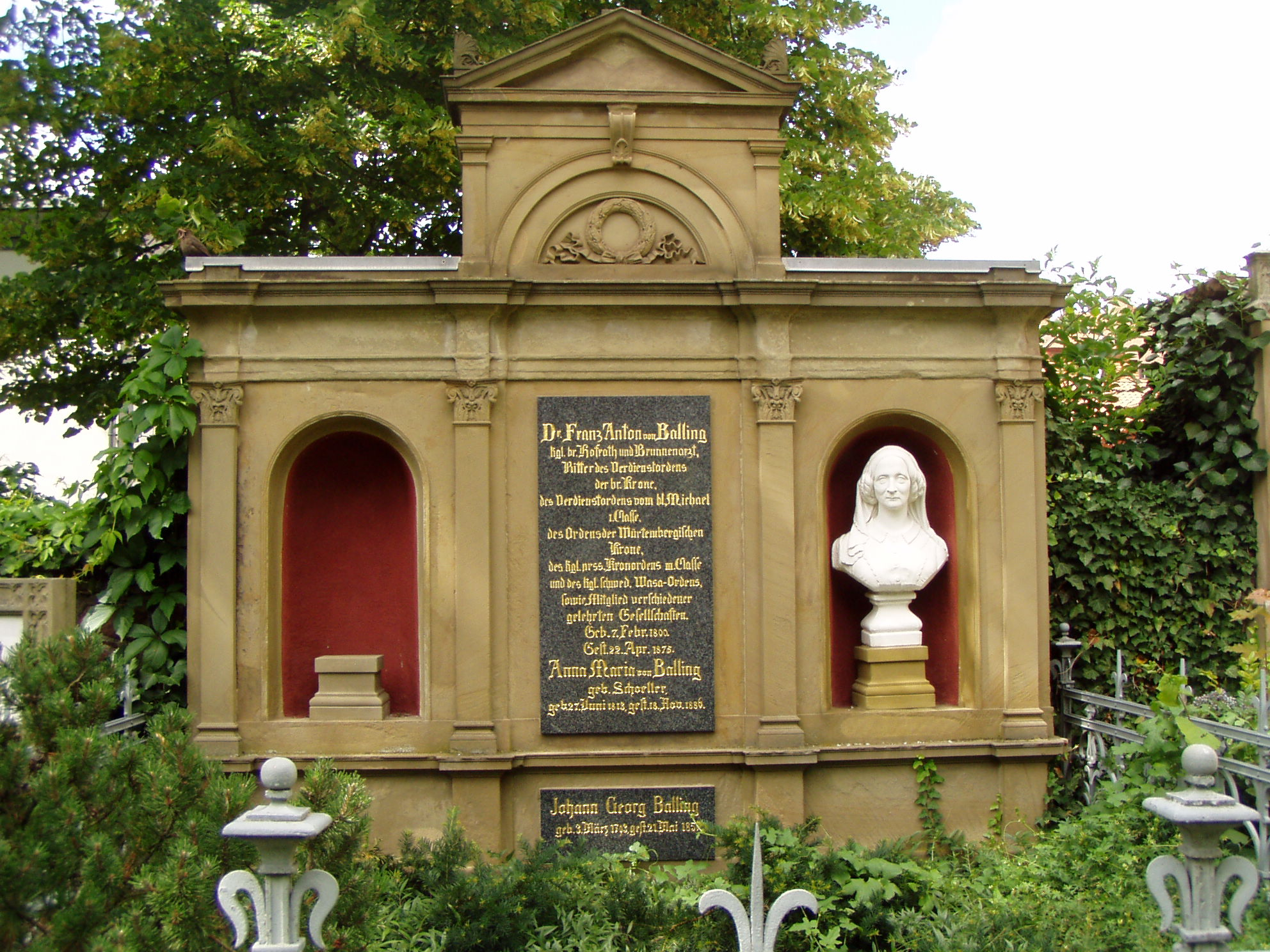
Grabmal des
Franz Anton von Balling
(Kapellenfriedhof, Bad Kissingen)

Franz Anton Balling, ab 1874 Ritter von Balling, (* 7. Februar 1800 in Sulzfeld (im Grabfeld); † 22. April 1875 in Kissingen) war ein deutscher Balneologe, Badearzt und Unternehmer.

## Leben
Balling war Sohn eines Lehrers. Er verbrachte seine Kindheit in Neustadt an der Saale und besuchte ab 1814 das Gymnasium in Münnerstadt, immer als Klassenbester. Ab 1819 studierte er Medizin an der Universität Würzburg, obwohl er auch eine Neigung zur Theologie und zur Philologie hatte. Im Jahr 1824 schloss er sein Studium mit der Promotion ab.
Ab 1824/1825 war er Assistenzarzt am Juliusspital Würzburg. Er erhielt ein Stipendium zum Weiterstudium an den Universitäten in Berlin, Wien und an der Sorbonne in Paris. Kurzfristig war Balling ab 1832 Professor der Chirurgie und Direktor der Klinik in der Chirurgischen Schule zu Landshut, wurde aber wohl wegen seiner liberalen Ansichten entlassen. Im Jahr 1833 war er Badearzt im „Ludwigsbad“ in Wipfeld (Unterfranken), ließ sich aber schon im Jahr 1834 als erster offizieller Badearzt in Kissingen nieder und baute sein eigenes Kurhaus, das noch bestehende Ballinghaus.
Später war er einer der Hauptinitiatoren zur Gründung des Actienbades (später: Luitpoldbad), des damals größten Badehauses Europas, und gründete den Polytechnischen Verein, eine Fortbildungseinrichtung, deren Lehrer er aus eigener Tasche bezahlte. Aufgrund seines großen Interesses an der Landwirtschaft und am Gartenbau gestaltete er seinen stückweise angewachsenen Grundbesitz am Finsterberg zu einer landwirtschaftlichen Musteranlage (ab 1890: Ballinghain). Dort pflanzte und züchtete er eigenhändig Obstbäume und die gewonnenen Erkenntnisse gab er an die benachbarten Landwirte weiter. Sein Wunsch, diese Gartenanlage nach seinem Tod zu erhalten, wurde nicht erfüllt. Die Erben entschlossen sich im Jahr 1899, eine Fläche von 24,5 Hektar für 18.000 Mark an die Stadt zu verkaufen. Die Stadtverwaltung machte aus dieser Anlage den Ballinghain, für dessen Pflege und Verschönerung sich später auch die Kissinger Ehrenbürger Ernst Hübner, Franz Siechen – an sie erinnern noch heute die steinerne Siechen- und die Hübnerbank – und Adolf Güterback einsetzten. Die ehemalige Opernsängerin Pauline Horson-Brügelmann spendete 150.000 Mark. Zu Ballings 100. Geburtstag wurde im Jahr 1900 am Ballinghain seine Büste aufgestellt.
Schon im Jahr 1837 gab Balling in seiner ersten Druckschrift seinen Kurgästen eine gute Empfehlung zur Anreise nach Kissingen, das erst 1883 durch den bayerischen „Märchenkönig“ Ludwig II. zum Bad erhoben wurde: „Die Reise geschehe bei günstiger Witterung möglichst bequem, langsam und ruhig mit passenden Ruhepunkten unter Vermeidung aller Excesse im Essen und Trinken.“
Im Jahr 1855 wurde er zum königlich bayerischen Hofrat ernannt, 1865 zum Ehrenbürger von Bad Kissingen und 1874 mit Verleihung des Verdienstordens der Bayerischen Krone im Jahr 1874 in den persönlichen Adelsstand erhoben. Er war Mitglied des Magistrats.
Balling, Mitglied „verschiedener gelehrter Gesellschaften“ und Privatdozent in Würzburg, war neben seiner ärztlichen Tätigkeit auch als Autor und Übersetzer aus dem Französischen aktiv, besonders auf dem Gebiet der Balneologie.
Er korrespondierte 1844/51 u. a. auch mit dem Mediziner Rudolph von Vivenot.
Balling heiratete 1836 die Kissinger Kaufmannstochter Anna Maria Schoeller (* 27. Juni 1813; † 18. November 1886). Beider Grab ist auf dem Kapellenfriedhof in Bad Kissingen erhalten.

## Werke (Auswahl)
- Die Heilquellen und Bäder zu Kissingen. Ein Taschenbuch für Kurgäste und Ärzte, Jügel Verlag, Frankfurt (Main) und Kissingen 1838 - 9 Auflagen, letzte erst nach seinem Tod. Auch die französische Ausgabe stammt wohl von ihm selbst, da er ja auch als Übersetzer tätig war.
- Kissingen. Des Eaux minerales et ses Bains (franz.). Frankfurt am Main 1839
- Kurze Nachrichten über die Mineral-Quellen, kohlensauren Gas-, salzsauren Dampf- und Schlammbäder, so wie über die Molken-Anstalt zu Kissingen, Jügel Verlag, Frankfurt am Main 1841
- Briefe über die Wirkungen der Mineralquellen zu Kissingen, Osterrieth Verlag, Frankfurt am Main 1859

## Auszeichnungen
- Ritterkreuz I. Klasse des Verdienstordens vom Heiligen Michael
- Orden der Württembergischen Krone
- III. Klasse des Kronenordens
- Schwedischer Wasaorden